# Eric Jordán Dahlgren
Eric Jordán Dahlgren (Ciudad de México, México, 15 de  diciembre de 1947) es una científico mexicano especializado en la ecología de comunidades coralinas. Su centro de investigación es la Unidad Académica de Sistemas Arrecifales del Instituto de Ciencias del Mar y Limnología de la Universidad Nacional Autónoma de México.

## Trayectoria académica
Nació en la Ciudad de México el 15 de diciembre de 1947. Estudió la licenciatura, maestría y doctorado en biología marina en la UNAM. Su área de especialidad es la ecología de comunidades coralinas con particular interés en entender las causas que determinan su estructura, su relación con la geometría arrecifal, el efecto ecológico de impactos naturales o antropogénicos y la dinámica de los procesos de recuperación en especies clave y de la comunidad coralina.
Comenzó a dar clases en la UNAM en 1867, como ayudante de profesor en la materia de introducción a la oceanografía. En 1979, inició como profesor de asignatura con la materia Biología de Arrecifes Coralinos y desde entonces ha impartido múltiples materias a estudiantes de posgrado, incluyendo Ecología de Comunidades Coralinas, Métodos oceanográficos, Oceanografía Biológica, Biología Marina, Arrecifes Coralinos, Enfermedades de Corales y Diseño de Muestreo en Arrecifes Coralinos.
Su primera publicación científica fue hace 50 años, en 1972, la cual se analizan dos métodos para estimar productividad primaria en aguas litorales del Golfo de México. En 1978, comenzó a publicar sobre los ecosistemas del Caribe mexicano, enfocándose en las poblaciones del octocorales, la biomasa de Thalassia testudinum y una prospección biológica de la laguna Nichupté, en Cancún.
Es uno de los fundadores de la estación de Ciencias del Mar y Limnología de la UNAM en Puerto Morelos y quien dirigió el proyecto ARCOMM (Arrecifes Coralinos de los Mares de México) que mapeo y estudio los arrecifes coralinos de México en los años 80´s.
Para su proyecto de doctorado, estudió la morfología, composición y estructura de los arrecifes coralinos del noreste de la Península de Yucatán. Después de graduarse en 1979, continuó caracterizando a las comunidades de corales escleractinios y gorgonáceos del Caribe mexicano, Golfo de México y Banco de Campeche. A finales de los 80s, su investigación comenzó a centrarse en el impacto de factores naturales y antropogénicos en los arrecifes coralinos. En 1993, publicó el Atlas de los arrecifes coralinos del Caribe mexicano y en 2003 un capítulo de libro sobre los arrecifes del Atlántico mexicano, que son de sus obras más citadas.
Entre 1992 y 2005, participó como codirector del comité directivo del proyecto CARICOMP (Caribbean Coastal Marine Productivity) con el objetivo de entender la productividad marina en ambientes costeros del Caribe. A partir de 2001, sus estudios comenzaron a enfocarse también en la importancia ecológica de enfermedades en las comunidades coralinas. Entre 2004 y 2009, participó como investigador principal del panel internacional para el estudio de enfermedades en corales organizado por el Global Environmental Facility y el Banco Mundial. Sus estudios sobre enfermedades coralinas continúan a la fecha y a esto se ha sumado también la investigación sobre los impactos ecológicos del arribo masivo de sargazo en los ecosistemas costeros del Caribe mexicano.
Ha colaborado en múltiples proyectos nacionales e internacionales dirigidos a conocer y conservar los arrecifes coralinos. Es miembro de la cartera de evaluadores del Consejo Nacional de Ciencia y evaluador de proyectos para CONACYT, PAPITT, SEMARNAT y CONANP. También ha fungido como revisor de diversas revistas científicas nacionales e internacionales.
En temas de conservación fue promovente para creación del Parque Nacional Arrecife de Puerto Morelos y colaboró en la elaboración Programa de Manejo. Además, participó en la elaboración de los ordenamientos ecológicos del sistema arrecifal del corredor turístico Cancún-Tulum y de los arrecifes coralinos del suroeste de la Isla de Cozumel.
En total ha publicado 43 artículos científicos, 13 artículos en extenso de memorias de congresos, 3 libros y 15 capítulos de libros. Los resultados de sus investigaciones se presentaron en más de 80 congresos.
El Dr. Jordán Dahlgren fue miembro fundador de la Sociedad Mexicana de Arrecifes coralinos en 2005, fungió como su secretario en 2006, como su presidente en 2007-2008 y como miembro del Consejo Directivo de 2018 a la fecha.

## Línea de investigación
Es líder del Laboratorio de Ecología Coralina de la Unidad Académica Sistemas Arrecifales Puerto Morelos desde 1970. Sus investigaciones se enfocan en la caracterización y análisis del cambio en la estructura, tanto poblacional como de comunidades, en corales duros y gorgonáceos, los cuales se encuentran sujetos a constantes amenazas tantos globales como locales. En particular se centra en conocer si las actividades antropogénicas locales tienen un efecto en el incremento de enfermedades. Su trabajo de investigación se ha enfocado principalmente en los arrecifes coralinos del Caribe Mexicano, sin embargo ha trabajado en la evaluación de corales duros en arrecifes del Golfo de México dentro del Sistema Arrecifal Lobos-Tuxpan (SATL) y en el Sistema Arrecifal Veracruzano (SAV).

## Publicaciones destacadas
Entre sus principales publicaciones científicas se encuentran:
- Jordán-Dahlgren, E. (1979). Estructura y composición de arrecifes coralinos en la región noreste de la Península de Yucatán, México. In Anales del Instituto de Ciencias del Mar y Limnología, Universidad Nacional Autónoma de México (Vol. 6, pp. 69-86).
- Jordán-Dahlgren, E., & Rodríguez-Martínez, R. E. (2003). The Atlantic coral reefs of Mexico. In Latin American coral reefs (pp. 131-158). Elsevier Science.
- Eakin CM, Morgan JA, Heron SF, Smith TB, Liu G, Alvarez-Filip L, et al. (2010) Caribbean Corals in Crisis: Record Thermal Stress, Bleaching, and Mortality in 2005. PLoS ONE 5(11): e13969. https://doi.org/1
- Harvell, D., Jordán-Dahlgren, E., Merkel, S., Rosenberg, E., Raymundo, L., Smith, G., ... & Willis, B. (2007). Coral disease, environmental drivers, and the balance between coral and microbial associates. Oceanography, 20, 172-195.
- Guzmán-Urieta, E. O., & Jordan-Dahlgren, E. (2021). Spatial patterns of a lethal white syndrome outbreak in Pseudodiploria strigosa. Frontiers in Marine Science, 1196.